# Genoa Cricket and Football Club 1948-1949
Questa voce raccoglie le informazioni riguardanti il Genoa Cricket and Football Club nelle competizioni ufficiali della stagione 1948-1949.

## Stagione

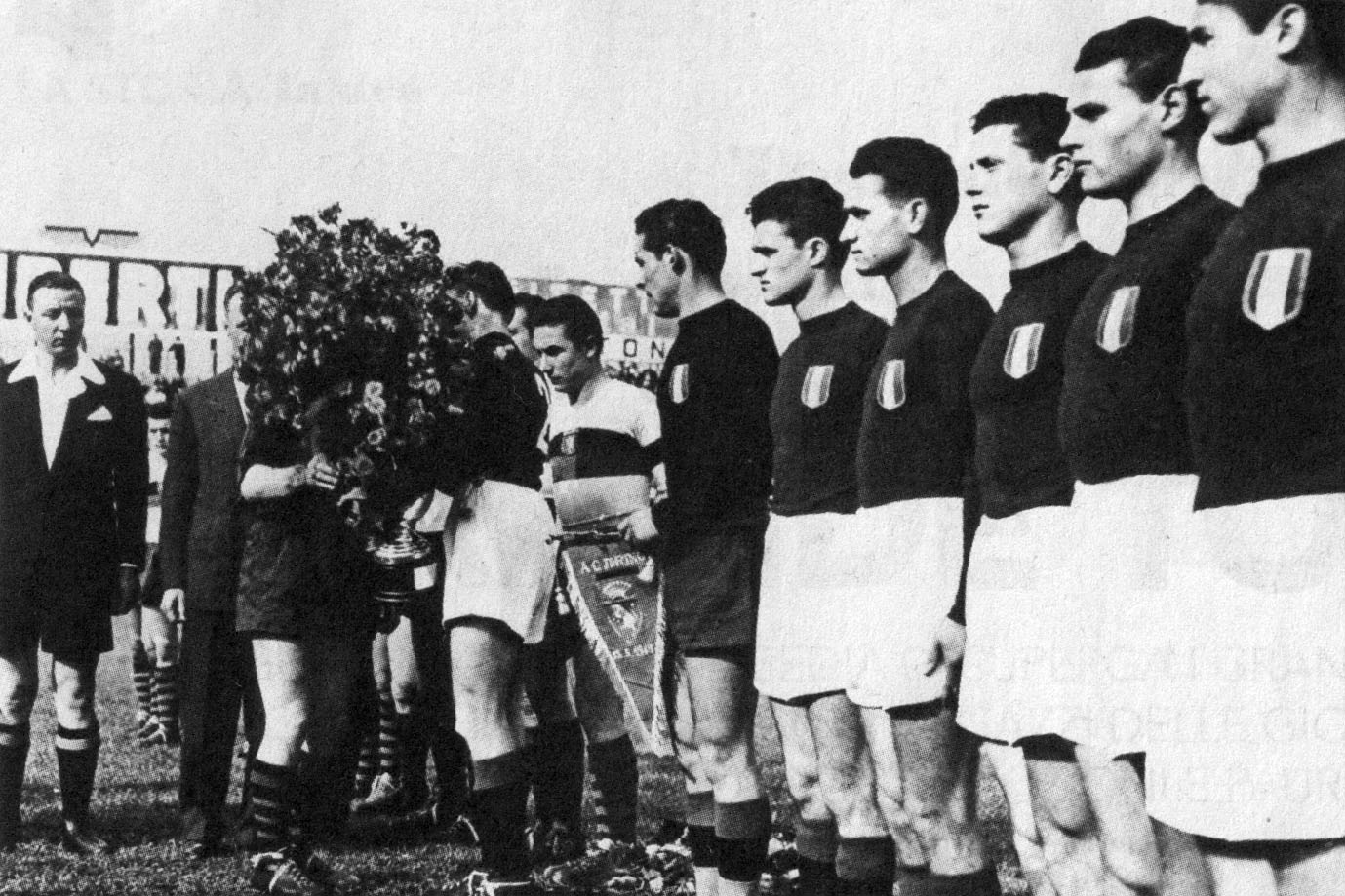
La formazione giovanile del Genoa affronta per prima i ragazzi del Torino, il 15 maggio 1949 al Filadelfia, undici giorni dopo la tragedia di Superga.

Il Genoa inizia la stagione aggiudicandosi il trofeo amichevole Coppa Cassano, in onore del defunto giocatore della Sampdoria Luigi Cassano, battendo per 5-2 i blucerchiati grazie alla tripletta di Della Torre ed alla doppietta di Formentin.
Il 15 maggio 1949 il Genoa fu la prima squadra ad affrontare il Torino dopo la tragedia di Superga. Vennero mandati in campo da entrambe le squadre le formazioni giovanili e come capitano dei rossoblù venne scelto il giovane Ercole Bazurro, che già ricopriva quel ruolo tra i ragazzi. La formazione granata si impose con un perentorio 4-0.
La stagione regolare vedrà il Genoa piazzarsi al settimo posto finale con 40 punti in classifica.

## Divise
La maglia per le partite casalinghe presentava i colori rossoblu.

## Organigramma societario
Area direttiva
- Presidente: Massimo Poggi

Area tecnica
- Allenatore: Federico Allasio

## Rosa
| N. |                   | Ruolo | Calciatore          |
| -- | ----------------- | ----- | ------------------- |
|    | Italia (bandiera) | P     | Giuseppe Castellini |
|    | Italia (bandiera) | P     | Dante Piani         |
|    | Italia (bandiera) | P     | Celso Torrini       |
|    | Italia (bandiera) | D     | Giovanni Bartoletti |
|    | Italia (bandiera) | D     | Ercole Bazzurro     |
|    | Italia (bandiera) | D     | Fosco Becattini     |
|    | Italia (bandiera) | D     | Amedeo Cattani      |
|    | Italia (bandiera) | D     | Gino Corradini      |
|    | Italia (bandiera) | D     | Giulio Pellicari    |
|    | Italia (bandiera) | D     | Vittorio Sardelli   |
|    | Italia (bandiera) | C     | Giovanni Bellagamba |
|    | Italia (bandiera) | C     | Vittorio Bergamo    |
|    | Italia (bandiera) | C     | Franco Bironi       |
|    | Italia (bandiera) | C     | Silvio Formentin    |

| N. |                      | Ruolo | Calciatore           |
| -- | -------------------- | ----- | -------------------- |
|    | Italia (bandiera)    | C     | Alido Grisanti       |
|    | Italia (bandiera)    | C     | Bruno Mazza          |
|    | Italia (bandiera)    | C     | Gian Battista Odone  |
|    | Italia (bandiera)    | C     | Giorgio Olivieri     |
|    | Italia (bandiera)    | C     | Francesco Tortarolo  |
|    | Italia (bandiera)    | C     | Andrea Verrina       |
|    | Italia (bandiera)    | A     | Vito Bernardis       |
|    | Italia (bandiera)    | A     | Carlo Brezzi         |
|    | Italia (bandiera)    | A     | Riccardo Dalla Torre |
|    | Austria (bandiera)   | A     | Engelbert Koenig     |
|    | Italia (bandiera)    | A     | Umberto Masoni       |
|    | Italia (bandiera)    | A     | Giuseppe Stanganelli |
|    | Italia (bandiera)    | A     | Silvano Trevisani    |
|    | Argentina (bandiera) | A     | Juan Carlos Verdeal  |

## Risultati

### Serie A

#### Girone di andata
| Arbitro: | Gamba (Napoli) |

|                                                                                        |           |            |
| Dalla Torre 25’ Formentin 49’ Dalla Torre 59’ Formentin 70’ Verdeal 78’, 86’ Mazza 87’ | Marcatori | 66’ Adcock |

| Arbitro: | Dattilo (Roma) |

|                    |           |                         |
| Stradella 24’, 40’ | Marcatori | 42’ Bergamo 51’ Verdeal |

| Arbitro: | Gemini (Roma) |

|                             |           |           |
| Verdeal 49’ Dalla Torre 66’ | Marcatori | 3’ Jordan |

| Arbitro: | Bertolio (Torino) |

|                                |           |                          |
| Giorgi 36’ (rig.) Cappello 71’ | Marcatori | 6’ Bergamo 88’ Pellicari |

| Arbitro: | Galeati (Bologna) |

|                                                           |           |               |
| Curti 5’ Baldini 17’ Bassetto 58’ Prunecchi 59’ Curti 63’ | Marcatori | 37’ Corradini |

| Arbitro: | Bernardi (Bologna) |

|                                                     |           |            |
| Verrina 64’ Dalla Torre 70’ Pellicari 72’ Mazza 81’ | Marcatori | 21’ Armano |

| Arbitro: | Silvano (Torino) |

|           |           |  |
| Valle 37’ | Marcatori |  |

| Arbitro: | Matucci (Seregno) |

|           |           |              |
| König 23’ | Marcatori | 36’ Vycpalek |

| Bari 7 novembre 1948 9ª giornata | Bari           | 0 – 0 | Genoa | Stadio della Vittoria\| Arbitro: \| Gamba (Napoli) \| |
| Arbitro:                         | Gamba (Napoli) |       |       |                                                       |

| Arbitro: | Tassini (Verona) |

|           |           |  |
| König 19’ | Marcatori |  |

| Arbitro: | Zilli (Reggio Emilia) |

|                  |           |  |
| Verdeal 60’, 75’ | Marcatori |  |

| Lucca 28 novembre 1948 12ª giornata | Lucchese      | 0 – 0 | Genoa | Stadio Porta Elisa\| Arbitro: \| Gemini (Roma) \| |
| Arbitro:                            | Gemini (Roma) |       |       |                                                   |

| Trieste 5 dicembre 1948 13ª giornata | Triestina        | 0 – 0 | Genoa | Stadio Comunale\| Arbitro: \| Camiolo (Milano) \| |
| Arbitro:                             | Camiolo (Milano) |       |       |                                                   |

| Arbitro: | Pera (Firenze) |

|             |           |  |
| Verdeal 78’ | Marcatori |  |

| Arbitro: | Bernardi (Bologna) |

|                                                        |           |                          |
| Verdeal 10’ Trevisani 36’ Grisanti 41’ Dalla Torre 81’ | Marcatori | 61’ Acconcia 82’ Galassi |

| Arbitro: | Poggipollini (Ferrara) |

|              |           |                          |
| Castelli 18’ | Marcatori | 43’ Grisanti 56’ Verdeal |

| Arbitro: | Gemini (Roma) |

|                                                     |           |  |
| Mazza 48’ Operto II 59’ (aut.) Pellicari 80’ (rig.) | Marcatori |  |

| Arbitro: | Cappucci (Roma) |

|             |           |  |
| Verdeal 42’ | Marcatori |  |

| Arbitro: | Pieri (Trieste) |

|                      |           |               |
| Molina 40’ Toros 81’ | Marcatori | 87’ Trevisani |

#### Girone di ritorno
| Padova 9 gennaio 1949 20ª giornata | Padova             | 0 – 0 | Genoa | Stadio Silvio Appiani\| Arbitro: \| Bernardi (Bologna) \| |
| Arbitro:                           | Bernardi (Bologna) |       |       |                                                           |

| Arbitro: | Poggipollini (Ferrara) |

|                              |           |                         |
| König 11’, 44’ Trevisani 82’ | Marcatori | 28’ Stradella 50’ Bozzi |

| Arbitro: | Dattilo (Roma) |

|                    |           |                 |
| J. Hansen 37’, 79’ | Marcatori | 43’ Dalla Torre |

| Genova 30 gennaio 1949 23ª giornata | Genoa             | 0 – 0 | Bologna | Stadio Luigi Ferraris\| Arbitro: \| Zambotto (Padova) \| |
| Arbitro:                            | Zambotto (Padova) |       |         |                                                          |

| Genova 6 febbraio 1949 24ª giornata | Genoa         | 0 – 0 | Sampdoria | Stadio Luigi Ferraris\| Arbitro: \| Gemini (Roma) \| |
| Arbitro:                            | Gemini (Roma) |       |           |                                                      |

| Arbitro: | Bernardi (Bologna) |

|                        |           |           |
| Amadei 32’ Nyers I 69’ | Marcatori | 21’ Odone |

| Arbitro: | Canavesio (Torino) |

|               |           |  |
| Formentin 34’ | Marcatori |  |

| Arbitro: | Agnolin (Bassano del Grappa) |

|                               |           |  |
| Pavesi 23’ De Santis 41’, 81’ | Marcatori |  |

| Arbitro: | Bernardi (Bologna) |

|                                    |           |             |
| Tortarolo 45’ Pellicari 57’ (rig.) | Marcatori | 90’ Kincses |

| Arbitro: | Tassini (Verona) |

|                                                                 |           |           |
| Remondini 19’, 22’ (rig.) Nyers II 24’ Magrini 51’ Nyers II 80’ | Marcatori | 13’ Mazza |

| Bergamo 3 aprile 1949 30ª giornata | Atalanta        | 0 – 0 | Genoa | Stadio Comunale\| Arbitro: \| Bellè (Venezia) \| |
| Arbitro:                           | Bellè (Venezia) |       |       |                                                  |

| Genova 10 aprile 1949 31ª giornata | Genoa              | 0 – 0 | Lucchese | Stadio Luigi Ferraris\| Arbitro: \| Stampacchia (Nola) \| |
| Arbitro:                           | Stampacchia (Nola) |       |          |                                                           |

| Arbitro: | Carpani (Milano) |

|                                                                      |           |            |
| Bergamo 10’ Pellicari 26’ (rig.) Verdeal 56’ König 71’ Trevisani 84’ | Marcatori | 16’ Ispiro |

| Arbitro: | Canavesio (Torino) |

|                  |           |                           |
| Nordahl 25’, 27’ | Marcatori | 13’ König 26’ Dalla Torre |

| Arbitro: | Marchetti (Milano) |

|                          |           |             |
| Marchetti 7’ Galassi 69’ | Marcatori | 51’ Bergamo |

| Arbitro: | Tassini (Verona) |

|  |           |                                        |
|  | Marcatori | 37’, 46’ Castelli 59’ Piola 81’ Renica |

| Arbitro: | Bellè (Venezia) |

|                                                               |           |  |
| Gianmarinaro 37’ Marchetto 58’ Lussu 80’ (rig.) Marchetto 86’ | Marcatori |  |

| Arbitro: | Dattilo (Roma) |

|                         |           |  |
| Romani 25’ Giovetti 43’ | Marcatori |  |

| Arbitro: | Bertolio (Torino) |

|                    |           |                                        |
| Fossati 48’ (aut.) | Marcatori | 1’ Turconi II 37’ Borra 77’ Turconi II |

## Statistiche

### Statistiche di squadra
| Competizione | Punti | In casa | In casa | In casa | In casa | In casa | In casa | In trasferta | In trasferta | In trasferta | In trasferta | In trasferta | In trasferta | Totale | Totale | Totale | Totale | Totale | Totale | DR |
| Competizione | Punti | G       | V       | N       | P       | Gf      | Gs      | G            | V            | N            | P            | Gf           | Gs           | G      | V      | N      | P      | Gf     | Gs     | DR |
| ------------ | ----- | ------- | ------- | ------- | ------- | ------- | ------- | ------------ | ------------ | ------------ | ------------ | ------------ | ------------ | ------ | ------ | ------ | ------ | ------ | ------ | -- |
| Serie A      | 40    | 19      | 13      | 4       | 2       | 37      | 16      | 19           | 1            | 8            | 10           | 14           | 35           | 38     | 14     | 12     | 12     | 51     | 51     | 0  |

### Statistiche dei giocatori
| Giocatore      | Serie A  | Serie A |
| Giocatore      | Presenze | Reti    |
| -------------- | -------- | ------- |
| G. Bartoletti  | 1        | 0       |
| E. Bazzurro    | 1        | 0       |
| F. Becattini   | 26       | 0       |
| G. Bellagamba  | 1        | 0       |
| V. Bergamo     | 30       | 4       |
| V. Bernardis   | 1        | 0       |
| F. Bironi      | 1        | 0       |
| C. Brezzi      | 1        | 0       |
| G. Castellini  | 4        | -5      |
| A. Cattani     | 35       | 0       |
| G. Corradini   | 8        | 1       |
| R. Dalla Torre | 33       | 7       |
| S. Formentin   | 28       | 3       |
| A. Grisanti    | 25       | 2       |
| E. Koenig      | 18       | 6       |
| U. Masoni      | 1        | 0       |
| B. Mazza       | 21       | 4       |
| G.B. Odone     | 7        | 1       |
| G. Olivieri    | 1        | 0       |
| G. Pellicari   | 34       | 5       |
| D. Piani       | 33       | -40     |
| V. Sardelli    | 11       | 0       |
| G. Stanganelli | 1        | 0       |
| F. Tortarolo   | 31       | 1       |
| S. Trevisani   | 27       | 4       |
| C. Turrini     | 1        | -4      |
| J. Verdeal     | 30       | 11      |
| A. Verrina     | 7        | 1       |